# Seznam slovaških slikarjev
Seznam slovaških slikarjev.

## A
- Janko Alexy
- Geza Angyal
- Vojtech Angyal

## B
- Karol Baron
- Miloš Alexander Bazovský
- Štefan Bednár
- Martin Benka
- Jozef Božetech Klemens
- Albín Brunovský
- Stanislav Bubán

## C
- Miroslav Cipár (tudi grafik, kipar ...)
- Lajos Csordák

## Č
- Marián Čunderlík

## D
- Orest Dubay

## F
- Jozef Fedora
- Rudolf Fila
- Ľudovít Fulla

## G
- Vladimír Gažović
- Mikuláš Galanda

## H
- Ján Hála
- Ferdinand Hložník
- Vincent Hložník

## J
- Július Jakoby
- Anton Jasusch

## K
- Nándor Katona (slovaš.-madž.)
- Vladimír Kompánek (kipar)
- Ján Kostra
- Jan Kupecký

## M
- Cyprian Majernik (Cyprián Majerník) (slovaš.-češki)
- Gustáv Mallý
- Zuzka Medveďová
- Ján Mudroch

## O
- Marek Ormandík

## P
- Milan Paštéka

## S
- Dominik (Döme) Skuteczky
- Koloman Sokol (1902 - 2003, ZDA)
- Karl Sovanka (Karol Šovánka)
- Jan Jakub Stunder (1759 - 1818)

## Š
- Erik Šille

## V
- Milan Vavro

## W
- Imro Weiner-Kráľ

## Z
- Ernest Zmeták

## Ž
- Ivan Žabota (slov.-slovaški)